# Yoshi's Universal Gravitation
Yoshi's Universal Gravitation är ett Game Boy Advance-spel utgivet av Nintendo och har en inbyggd rörelsesensor.
Spelet passar till alla Game Boy Advance-kompatibla enheter, dock uppstår vissa svårigheter att nyttja spelet fullt ut tillsammans med en Game Boy Player.
Nintendo använder även rörelsesensorer i spelet Wario Ware Twisted! men dessa är av en annan konstruktion.